# Donuca queenslandica
Donuca queenslandica là một loài bướm đêm trong họ Noctuidae.